# Domenico Crusco
 Domenico Crusco (né le 19 août 1934 à Grisolia, Italie, et mort le 25 août 2013  dans la même ville) est un évêque catholique italien.

## Biographie
Domenico Crusco est ordonné prêtre en 1961. Il est nommé évêque d'Oppido Mamertina-Palmi en 1991 et en 1999 il est transféré à San Marco Argentano-Scalea. En 2011, il prend sa retraite.